# 知識の代償
知識の代償（ちしきのだいしょう、英: The Cost of Knowledge）は、学術雑誌出版社エルゼビアの商慣行に対する研究者からの抗議行動である。抗議運動の理由としては、雑誌の価格引き下げや情報へのさらなるオープンアクセスの促進の要求がある。このプロジェクトの主な作業は、エルゼビア社の雑誌への論文の発表、査読、編集業務の提供などによってエルゼビア社を支援しないと表明する宣言への署名を研究者らに求めることである。

## 歴史
インターネットの出現の前は、学者が自身の研究結果をまとめた論文を配布することは困難であった。歴史的に、出版社は校正、組版、原稿整理（コピーエディティング）、印刷、世界中への流通を含む業務を行っていた。現代においては、全ての研究者は自身の研究結果のそれ以上の加工を必要としないデジタルコピーを出版社に提供できるようになった。言い換えれば、現代の研究者は、伝統的に出版社に割り当てられていた無償の職務や伝統的に出版社が行いその対価を得ていた職務を行うことが期待されている。デジタル配布では、出版は不必要であり、複写も無料、世界中への流通もオンラインで瞬時に可能である。インターネット技術と前述の間接費の大幅な減少は、4大出版社であるエルゼビア、シュプリンガー、ワイリー、インフォーマが収益の33%を超える売上総利益を常に生み出すことができるような支出の削減を可能とした。

### Topology誌論争
2006年、エルゼビアが出版するオックスフォード大学の数学雑誌『Topology』の9名の編集委員が、エルゼビアの出版方針が「数学研究コミュニティーにおけるTopology誌の評判に著しい悪影響を与える」ことに合意したとの理由で辞任した。エルゼビアの広報担当者はこれに異議を唱え、「これは非常に稀な出来事」であり、Topology誌は「かつてないほど多くの人々が今日実際に利用可能である」と述べた。ジャーナリストはこの出来事が『知識の代償』運動の前身の一部であると認識している。2008年、エルゼビアとは独立にJournal of Topologyが創刊され、Topology誌は2009年に発行を終了した。

### 現状からの変化
2012年1月21日、数学者ティモシー・ガワーズは個人ブログへの投稿によってエルゼビアのボイコットを呼び掛けた。このブログ投稿は十分な注目を集め、その他のメディア源は運動のスタートの一部として解説した。ガワーズがボイコットを呼び掛けた3つの理由は、個々のジャーナルについての高い購読料、異なる価値と重要性を持つ雑誌への一括購読、米国のSOPA（オンライン海賊行為防止法案）、知的財産保護法案、研究著作法へのエルゼビアの支持である。
エルゼビアは批判に異議を唱え、彼らの購読料は業界の平均以下であると主張し、一括購読はエルゼビアの雑誌に対するアクセスを購入するために利用可能な複数の異なる選択肢の1つに過ぎないと述べた。エルゼビアはまた、会社のかなり大きな利益幅は「単に会社の効率的な運営の結果である」と主張した。エルゼビアの批判者は、2010年にエルゼビアの報告されている収入の36%が利益であると主張している。エルゼビア自身は2010年の営業利益率は25.7%であると主張した。

### 影響と受け止められ方
2012年2月、Exaneパリバ銀行のアナリストらは、ボイコットが原因となるエルゼビアの株価下落の財務的影響について報告した。デニス・スノーワーは学術出版社らによる独占状態を批判したが、同時に自身が経済学分野のオープンアクセスジャーナルの編集長であるにしてもボイコットを支持しないと述べた。スノーワーは、様々な雑誌間でのさらなる競争が代わりに奨励されるべきと考えている。カンザス大学の評議員会はエルゼビアのボイコットへの参加を検討していると報道された。
アラブの春の革命になぞらえて、ドイツのフランクフルター・アルゲマイネ・ツァイトゥング（フランクフルト総合新聞）はこの運動を『学界の春』(ドイツ語: Akademischer Frühling) と呼んだ。イギリスのウェルカム・トラストが科学を開く (en) ために深く関わるようになった時、ガーディアン誌は同様にこれを「学界の春」と呼んだ。ウェルカム・トラストの声明後、「知識の代償」運動は何か新しいことの始まりとして新聞に認識された。

## ウェブサイト
「The Cost of Knowledge」と呼ばれるウェブサイトが登場し、研究者や学者がエルゼビアの雑誌へ論文を投稿しないこと、エルゼビアの雑誌の論文の審査を行わないこと、編集委員会へ参加しないことを宣言するよう呼び掛けている。2012年2月1日、この宣言は1,000の署名を集めた。9月には、この宣言には12,730を超える学界関係者が署名した。署名者の多くは数学、情報科学、生物学等の分野における研究者である。

## 署名者
2012年2月8日、「知識の代償」に署名した34名の著名な数学者がこの抗議運動を支持する理由について説明する目的で共同声明を発表した。ティム・ガワーズに加えて、イングリッド・ドブシー、フアン・J・マンフレディ、テレンス・タオ、ウェンデリン・ウェルナー、スコット・アーロンソン、ラースロー・ロヴァース、ジョン・C・バエスらが署名者に名を連ねた。2012年6月初めまでに、1万2千人を超える研究者が請願書に署名した。

## エルゼビアからの反応
2012年2月27日、エルゼビアは自身のウェブサイトに、研究著作法への支持の撤回を宣言する声明を出した。知識の代償運動には言及していなかったものの、この声明は研究資金提供者との進行中の議論に対して運動が「より冷静でより生産的な状況を作る助けとなる」という希望を示した。エルゼビアの声明の数時間後、この法案の提案者である下院議員のダレル・アイサとキャロライン・マロニーは、議会でこの法案を強引に通過させることはないとする共同声明を出した。それより前に、ブリストル大学のマイク・テイラー（Mike Taylor）は、アイサとマロニーによる法案の提出が2011年のエルゼビアからの巨額の寄付金が動機となっているとして批判した。
ボイコットへの参加者は研究著作法への支持の取り止めを喜んだものの、エルゼビアは彼らの行動がボイコットの結果であることを否定し、ボイコットに参加していない研究者からの要請によってこの行動を取ったと述べた。
同日、エルゼビアは数学コミュニティーに対して公開書簡を発表し、1報当たりの価格を11米ドル以下に値下げすると述べた。また、エルゼビアは14の数学雑誌の1995年からのアーカイブを公開した。2012年末、エルゼビアは全ての「主要な数学雑誌」について2008年までオープンアクセスとした。